# Györfi Sándor (szobrász)
Györfi Sándor (Karcag, 1951. május 28. –) Kossuth-díjas magyar szobrász és éremművész.

## Pályafutása
1978-ban végzett a Képzőművészeti Főiskolán, mesterei Mikus Sándor, Somogyi József és Rátonyi József voltak.
Karcagon él és alkot. Saját bronzöntő műhelye van. 1978-ban szervezte meg a Nyíregyháza-sóstói Nemzetközi Éremművészeti és Kisplasztikai Alkotótelep bronzöntő műhelyét. 1984-től a nyíregyházi és mezőtúri telepek vezetője. A viaszveszejtéses technika egyik megújítója Magyarországon.

## Művészete
Korai szobrainak modelljei karcagi, nyírségi, mezőtúri parasztemberek, de csak az indítást, az élményt adták ősi mozdulataikkal, naptól, széltől cserzett arcukkal, erőteljes alakjukkal Györfi Sándor művein mitikussá nőttek, általánosultak. Később a klasszikus témák megjelenítésében újszerű formai megoldást alkalmazott, kihasználva a viaszveszejtéses technika adottságait. Érmei, plakettjei újfajta térélményt tükröznek, szabálytalan, amorf alakjukkal, a pozitív-negatív játékával, a felületek áttörésével. Történelmi, művelődéstörténeti monumentumaira a józan realizmus, újabban lírai expresszionista kifejezés és az emelkedettség összhangja jellemző.

## Díjai
- 1978-ban és 1980−ban - elnyerte a Nyíregyháza−Sóstó Nemzetközi Éremművészeti Alkotótelep díját
- 1978−1981 - Derkovits-ösztöndíj
- 1979 - Hatvani Portrébiennálé – Bronz diploma
- 1981 - Szolnok Megyei Tanács Művészeti díja
- 1985 - Hatvani Portrébiennálé – Ezüst diploma
- 1987 - Salgótarjáni Szobortárlat díja
- 1986 - Munkácsy Mihály-díj
- 1990 - Művelődési Minisztérium nívódíja
- 1991 - Debreceni Képzőművészeti Tárlat díja
- 1991 - Pro−Urbe Mezőtúr díja
- 1993 - Jász−Nagykun Megyéért díj
- 1998 - Mednyánszky-díj
- 2001 - Nyíregyháza Város Pro Arte aranyérem díja
- 2001 - Magyar Művészetért díj
- 2003 - Szervátiusz Jenő díj
- 2004 - Szegedi Nyári Tárlat díja
- 2004 - Zempléni Tárlat díja
- 2004 - Symposion Társaság díja
- 2005 - Honvédelemért díj
- 2005 - Karinthy Szalon díja
- 2005 - XI. Szolnoki Képzőművészeti Triennálé díja
- 2007 - Nagykunságért díj
- 2007 - Jász−Nagykun−Szolnok megyei Prima Primissima díj
- 2008 - Árpád fejedelem díj
- 2009 - Magyar Örökség díj
- 2011 - Magyar Köztársaság Arany Érdemkereszt
- 2013 - Érdemes művész
- 2018 - Kossuth-díj

## Kiállítások
A jelentősebb országos és megyei kollektív tárlatokon szerepel. A Nyíregyháza−Sóstói és Mezőtúri művésztelepek évi beszámoló programjainak megalakulásuktól rendező−résztvevője.

### Egyéni kiállítások
- 1976 • Karcag Déryné Művelődési Központ (Györfi Sándor a Magyar Képzőművészeti Főiskola III. éves szobrász szakos hallgatójának kiállítása)
- 1980 • Karcag, Györffy István Nagykun Múzeum
- 1981 • Kalocsa, Művelődési Központ Kamara Terme
- 1981 • Karcag, Déryné Művelődési Központ (Bakos Ildikóval)
- 1981 • Abádszalók, Művelődési Ház
- 1982 • Debrecen, Kölcsey Ferenc Megyei Művelődési Központ.
- 1982 • Szekszárd, Béri Balogh Ádám Múzeum
- 1982 • Mezőtúr, Művelődési Központ (Balogh Gézával)
- 1982 • Tiszafüred, Kiss Pál Múzeum
- 1982 • Tiszaörs, Községi Könyvtár
- 1983 • Püspökladányi Művelődési Központ
- 1983 • Nádudvari Művelődési Ház
- 1983 • Földesi Általános Művelődési Központ
- 1983 • Szolnok, BVM (Beton és Vasbetonipari Művek)
- 1983 • Berettyóújfalu Városi és Járási Művelődési Központ
- 1983 • Derecskei Művelődési Központ
- 1984 • A Szolnoki Művésztelep Kollektív Műterme
- 1985 • Kisújszállás, Művelődési Központ Galériája
- 1985 • Törökszentmiklós, Városi Művelődési Központ Pincegaléria
- 1985 • Megyei Művelődési és Ifjúsági Központ, Szolnok
- 1986 • Művészportrék III. Déri Múzeum Debrecen, Medgyessy Ferenc Emlékmúzeum
- 1986 • Nyíregyháza
- 1986 • Kisvárda, Ady Endre Művelődési Központ
- 1987 • Veszprém, Városi Művelődési és Ifjúsági Ház Kisgalériája
- 1989 • Püspökladányi Városi Művelődési Központ
- 1994 • Székelykeresztúr
- 1995 • Püspökladány, Ladányi Galéria XX. századi lelet (Györfi műhely, Karcag)
- 1997 • Szolnok, MOL székház
- 1997 • Nagykőrös, Arany János Múzeum
- 1997 • Székesfehérvár, MDF Galéria, Vörösmarty terem XX. századi lelet (Györfi műhely, Karcag)
- 1997 • a Debreceni Protestáns Napok keretében, a Református Nagytemplomban megrendezett Protestáns Emlékünnepély alkalmából kamarakiállítás
- 1998 • Soroksár, Helytörténeti Gyűjtemény XX századi lelet.
- 1998 • Győrffy István Nagykun Múzeum A VII. Nagykunsági Kulturális Napok keretében.
- 1999 • a Magyar Honvédség Kulturális és Média Igazgatóság Ceglédi Helyőrségi Klubja
- 2000 • Szolnok Damjanich János Múzeum díszudvara
- 2005 • Vármegye Galéria, Budapest(Márton Árpáddal)
- 2005 • Debrecen Mű−Terem Galéria
- 2006 • Debrecen, Kölcsey Központ (Lestyán Goda Jánossal)
- 2011 • Cegléd, Kossuth Lajos Gimnázium (Kabai Lászlóval)
- 2012 • Lendva, Szlovénia, Lendvai Vár
- 2016 • Esztergomi Dzsámi, Györfi család kiállítása (Györfi Sándor, Györfi Balázs, Györfi Erzsébet, Győrfi Lajos, Győrfi Ádám)
- 2019 • Kazincbarcika, Mezey István Művészeti központ
- Magyar huszár lovával (Lengyel ulánus lovával) szoborcsoport, 2016. Przemysl, Lengyelország2019 • Nyíregyháza, Városi Galéria

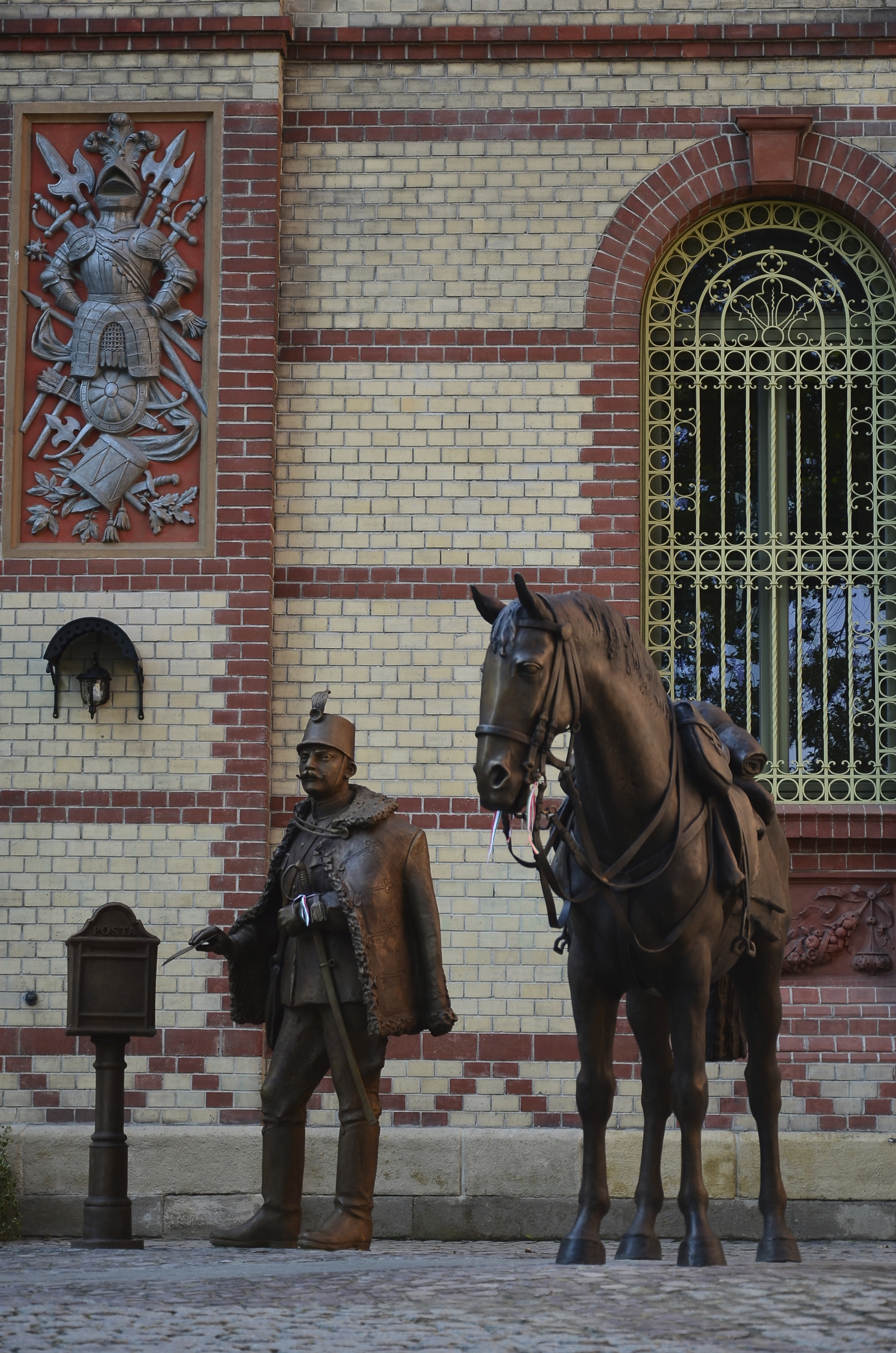
Magyar huszár lovával (Lengyel ulánus lovával) szoborcsoport, 2016. Przemysl, Lengyelország

- 2023 • Állandó kiállítás, Karcag, Györfi Sándor Galéria

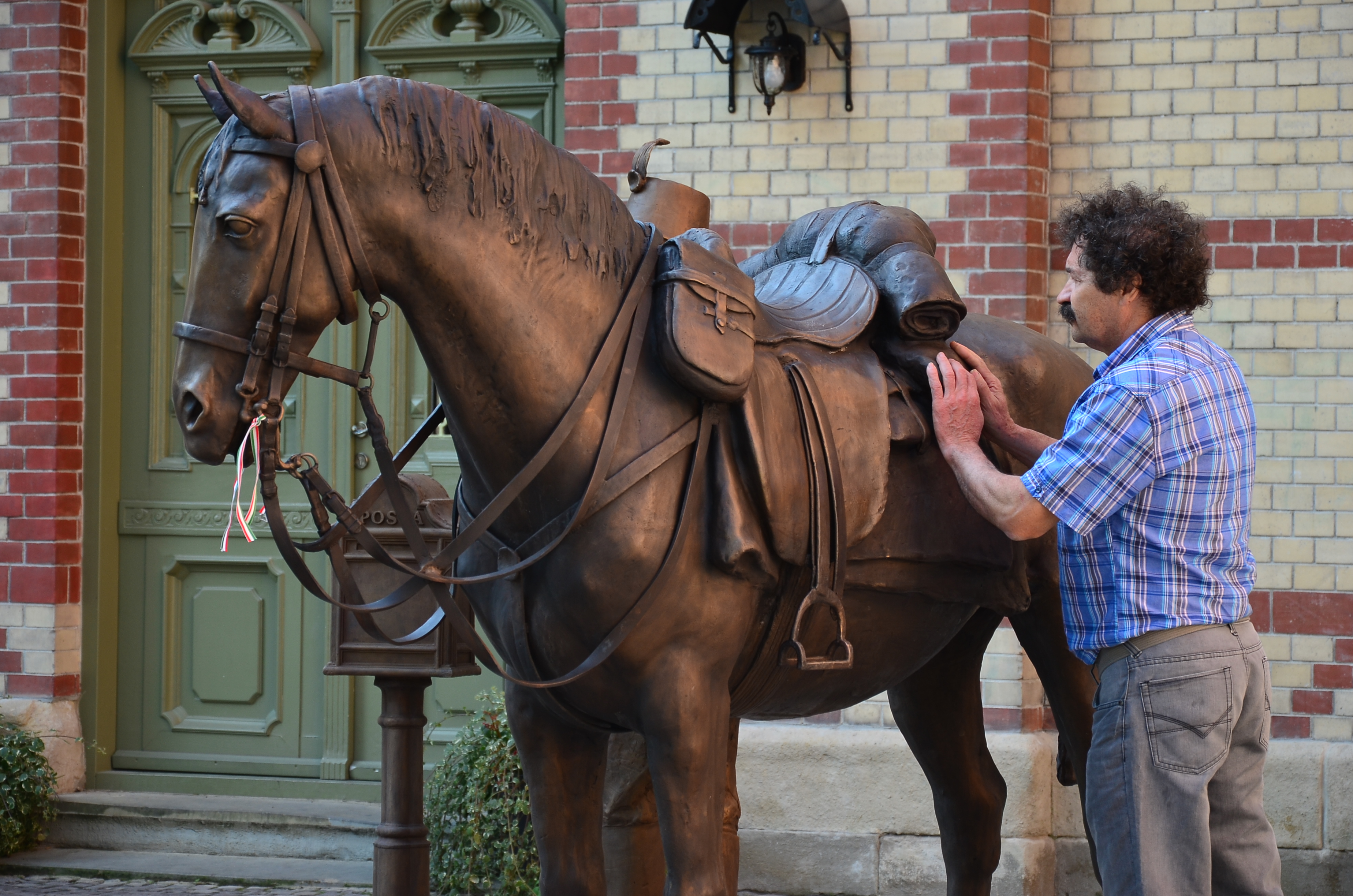
Magyar huszár lovával (Lengyel ulánus lovával) szoborcsoport, 2016. Przemysl, Lengyelország

- 2024 • Perkáta, Győry-kastélyMagyar huszár lovával (Lengyel ulánus lovával) szoborcsoport, 2016. Przemysl, Lengyelország

## Alkotásai
Művei számos köz− és magángyűjteményben szerepelnek bel és külföldön egyaránt. Legutóbb Avianói Mark kompozíciójának 1:10 méretű változata gyarapította a Vatikáni Múzeum gyűjteményét.

### Köztéri alkotások

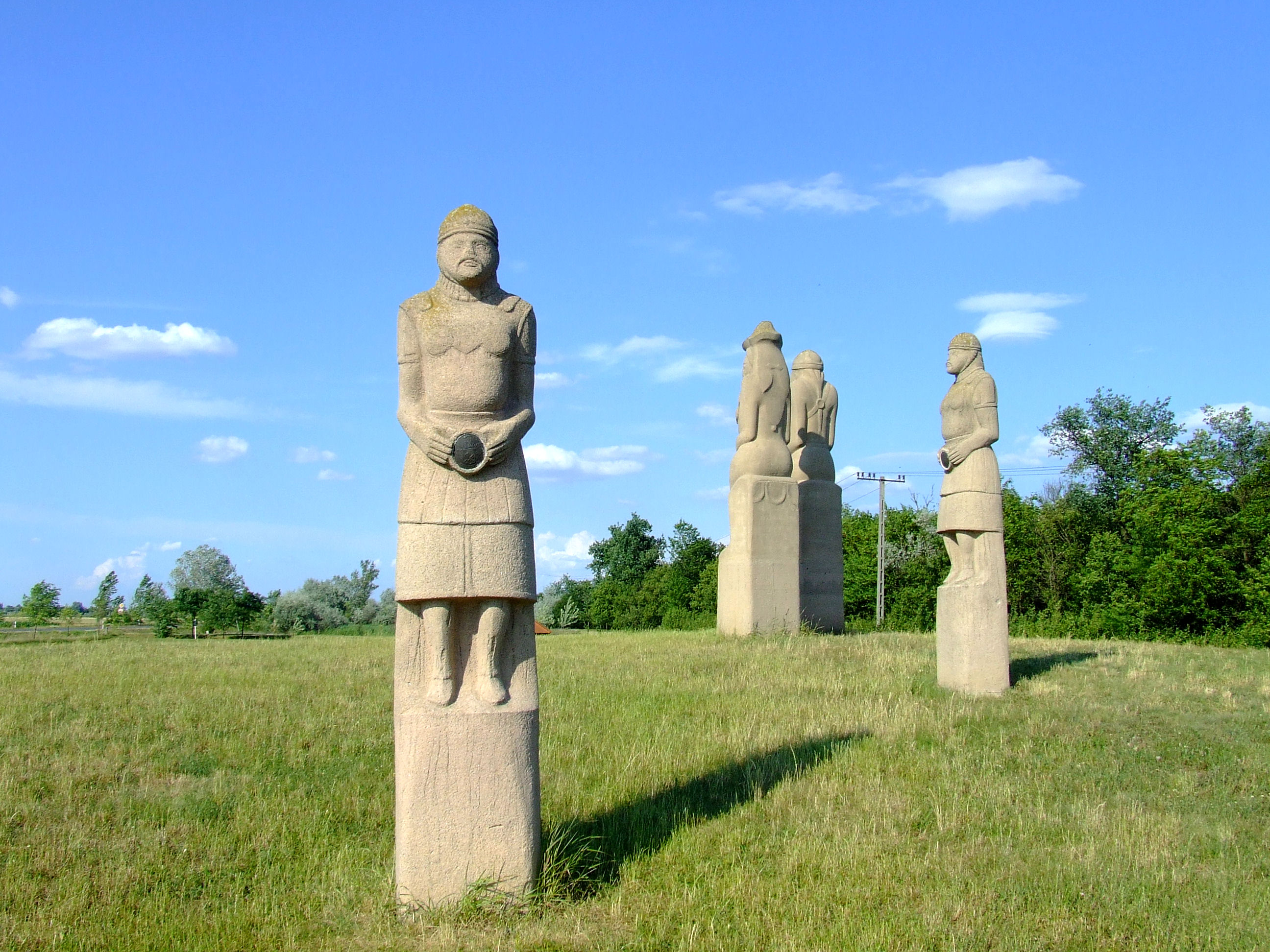
Kun emlékhely, Karcag, 1995

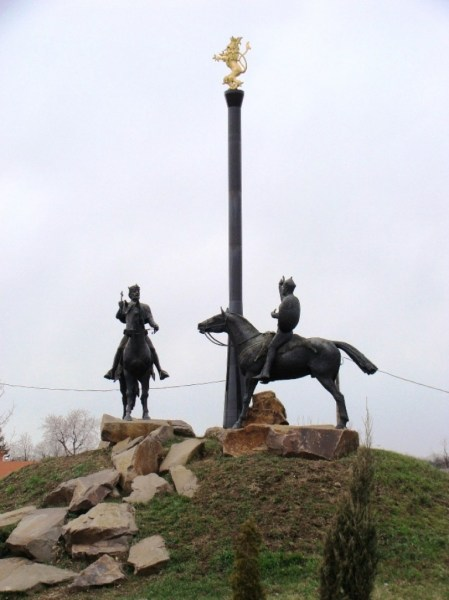
Nagykun millenniumi emlékmű, Karcag, 2001.

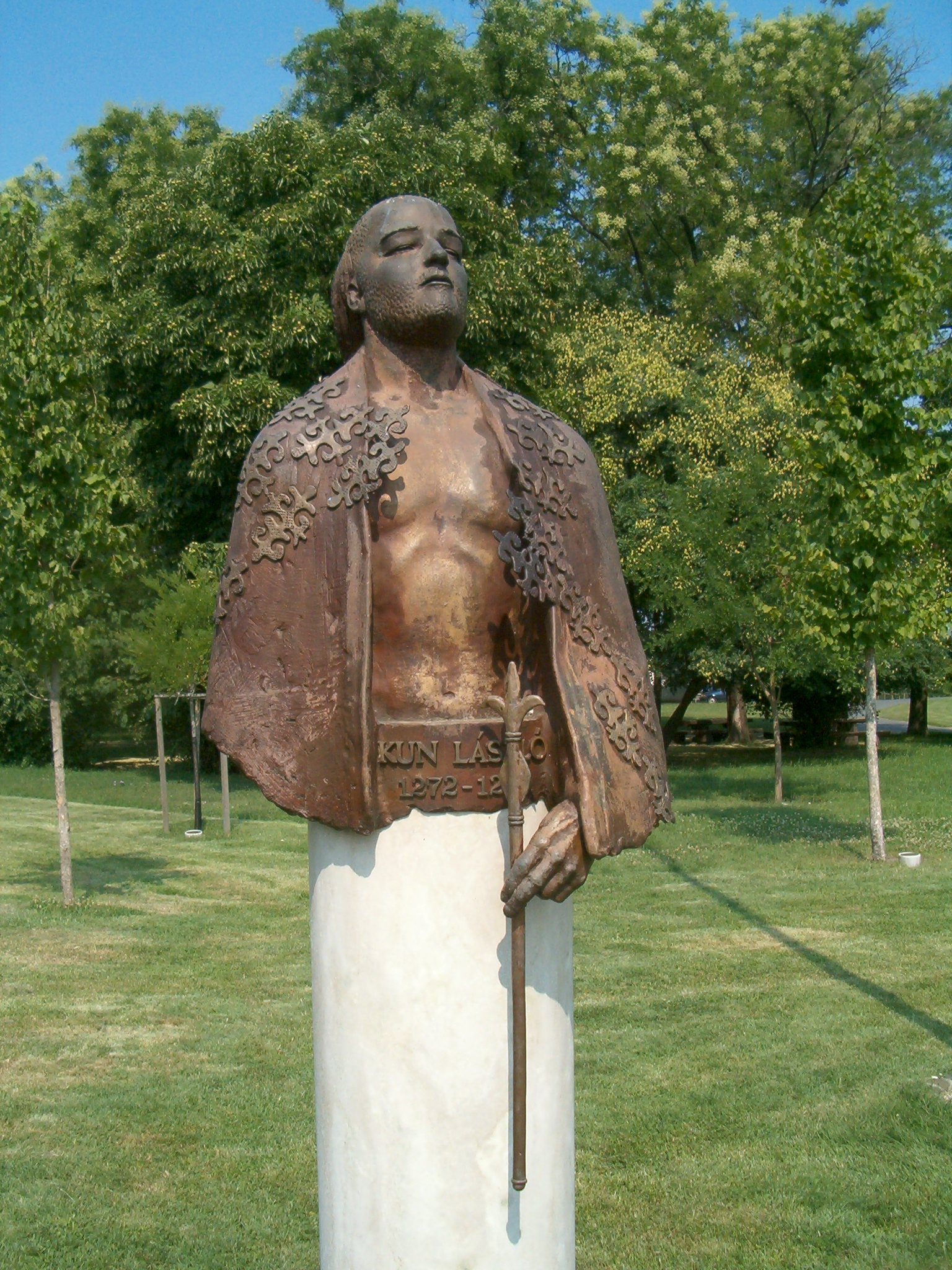
Kun László szobra, Ópusztaszer, 2001.

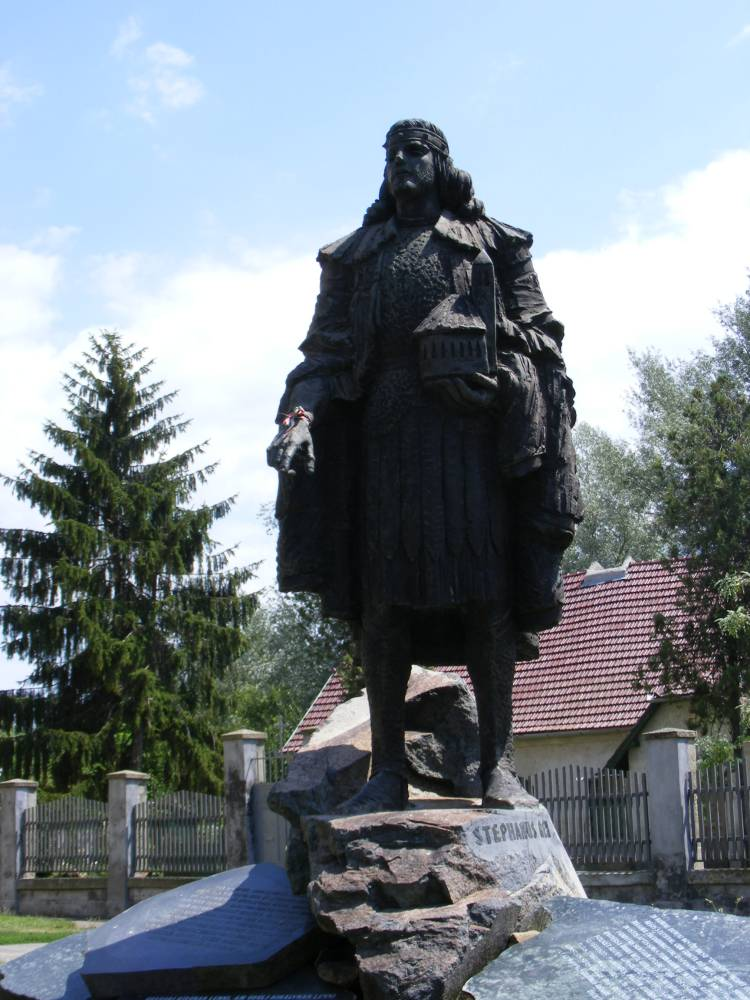
Szent István szobra, Szolnok, 2001.

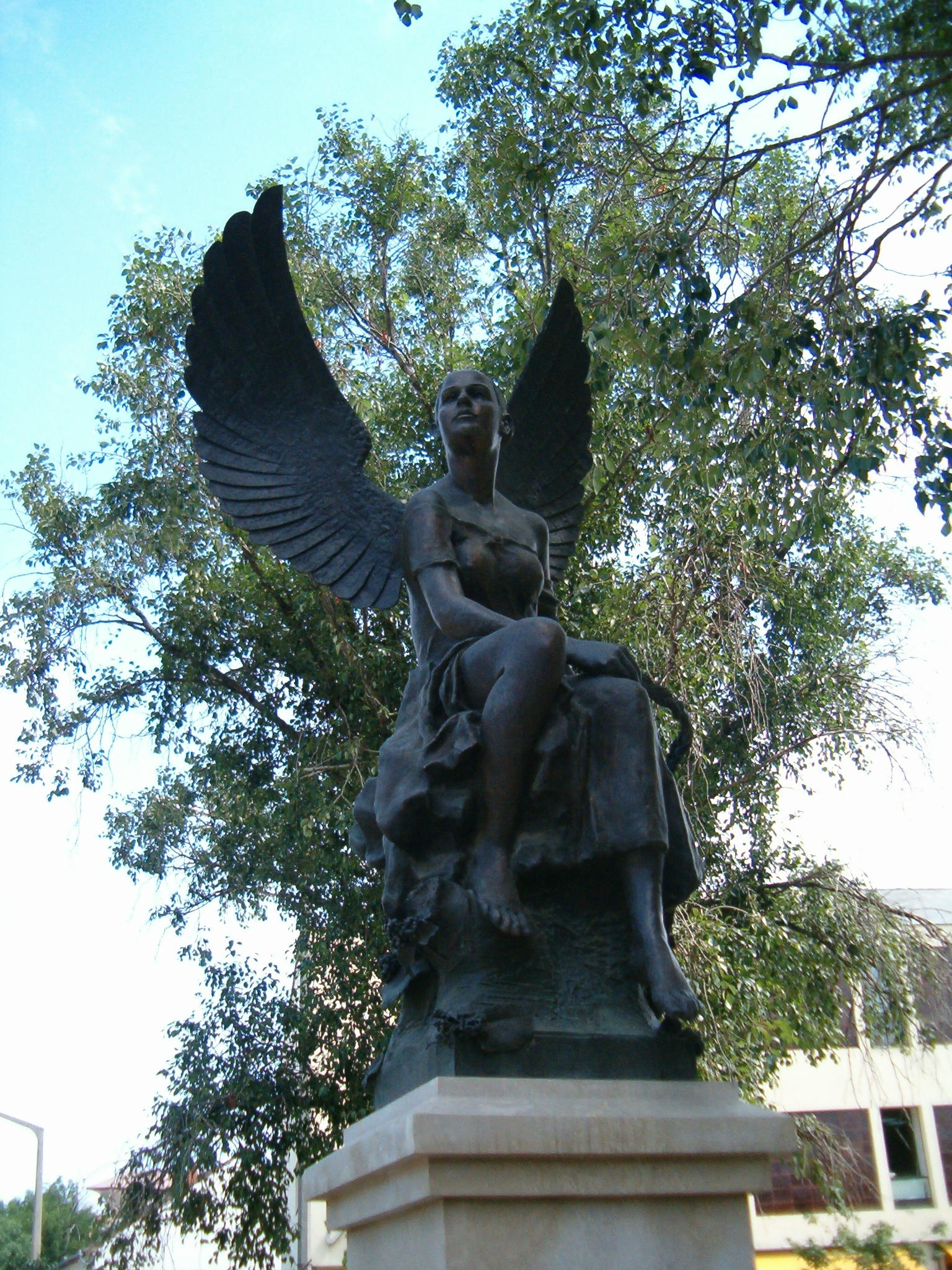
Viktória-kút, Karcag, 2001.

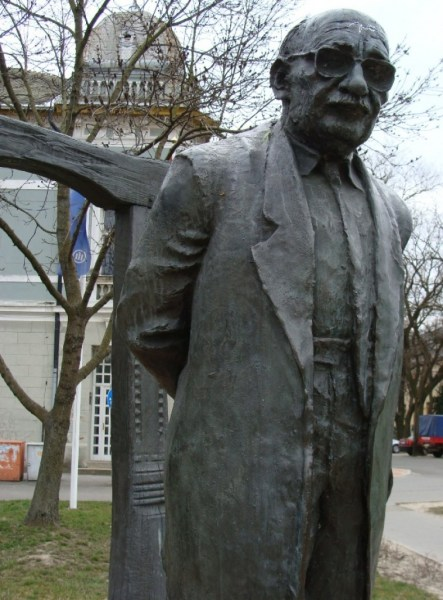
Németh Gyula szobra, Karcag, 1990.

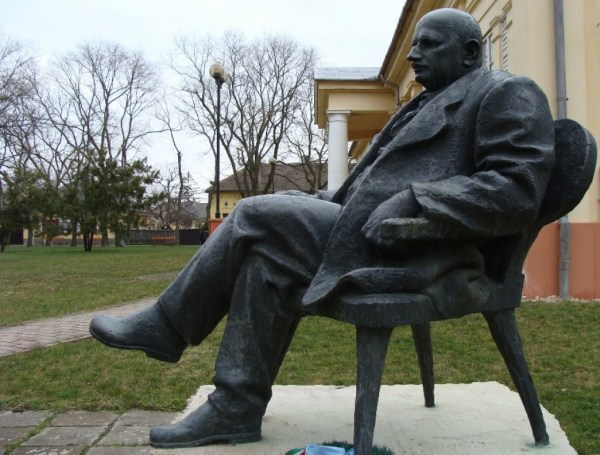
Györffy István szobra, Karcag, 1984.

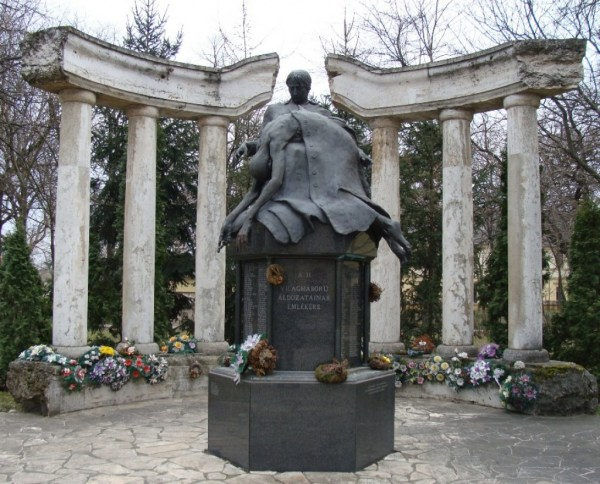
II. világháborús emlékmű, Karcag, 1992.

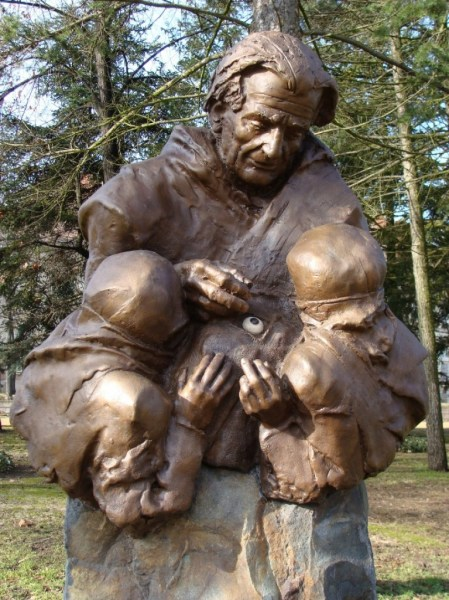
Kettesy Aladár szobra, Debrecen, 2009.

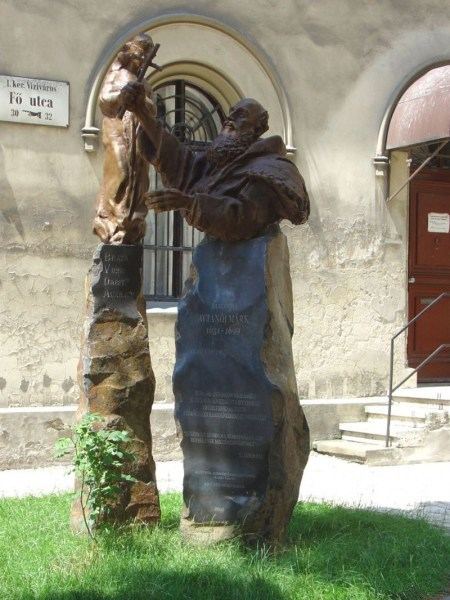
Avianói Márk szoborkompozíció, Budapest, 2006.

- Damjanich János portréja, 1978. Hatvan. Bronz, 60 cm
- Komjáthy Jenő-mellszobor, 1981, Balassagyarmat, Palóc liget 1. Bronz, 90 cm; budakalászi mészkő, 150 cm, 130 cm
- Nagyapám portréja, 1981. Kalocsa, Idősek Otthona. Bronz, 28 cm
- Dr. Kátai Gábor-mellszobor, 1981. Városi Kórház, Karcag. Bronz 5/4-es életnagyság, mészkő
- Eszéki Emma-emléktábla. 1981. Nyíregyháza, Móricz Zsigmond Színház. Bronz, 70×50 cm
- Medgyessy Ferenc-portrédomborműves emléktábla, 1982. Debrecen, Medgyessy Emlékmúzeum. Bronz, 70×45 cm
- A ménesek emlékére, 1982. Karcag, Széchenyi sgt. és a Püspökladányi út közti park. Bronz, 160×80×80 cm; mészkő, 200 cm (Kőfaragás: Papi Lajos munkája).
- Arany János-dombormű, 1982. Karcag, Déryné Művelődési Központ. Bronz, 70×55 cm
- Liszt Ferenc-dombormű, 1982. Karcag, Déryné Művelődési Központ. Bronz, 60×40 cm
- Petőfi-dombormű, 1982. Karcag, Déryné Művelődési Központ. Bronz, 60×40 cm
- Szűcs Sándor-dombormű, 1982. Karcag, Györffy István Múzeum. Bronz, 65×50 cm
- Körösparti táj, 1983. Mezőtúr, Városi Gyűjtemény. Bronz, 80×130 cm
- Finta Gergely-portrédombormű, 1983. Túrkeve, Finta Múzeum. Bronz, 60×40 cm
- Györffy István egész alakos szobra, 1984. Karcag, Györffy István Múzeum. Bronz, másfeles életnagyság, mészkő
- Zrínyi Ilona-dombormű, 1984. Nyíregyháza, Zrínyi Ilona utca. Bronz, 50×40 cm
- Damjanich János-portré, 1984. Szolnok, Damjanich János Múzeum. Mészkő, másfeles életnagyság
- Életfa, dombormű, 1985. Kisvárda, Városháza, Tanácsterem. Bronz, 460×280×50 cm
- Szabadság emlékmű, a II. világháború áldozatainak emlékére. 1986. Nagyrábé. Bronz, 130×180×120 cm; mészkő, 300 cm
- A Mirhó-gát építése 200 évfordulójának emlékköve, 1987. Abádszalók, Mirhó-fok. Bronz, Ø18; andezit, 70×230×120 cm
- Szűcs Sándor-dombormű (másodpéldány) és intézményfelirat, 1987. Biharnagybajom, Szűcs Sándor Művelődési Ház. Bronz, 73×53 cm; mészkőlap, 90×70 cm
- A Mirhó-gát építése 200. évfordulójának emlékköve, 1987. Ecsegpuszta, Mirhó-torok. Bronz, Ø18 cm; andezit, 85×170×115 cm
- Teleki Blanka-portré dombormű, 1987. Mezőtúr, Teleki Blanka Gimnázium. Bronz, 70×50 cm. Vörös márványlap, 128×85 cm
- Kubikos emlékmű, 1988. Mezőtúr, Balassi Bálint u. Újvárosi u. Bronz, 255×140×100 cm; bronz taliga, 110 cm
- Forrás c. díszkút, 1988. Máriapócs, Kossuth tér. Bronz, 100×150×110 cm, süttői mészkő medence, 100×200×300 cm; süttői mészkő oszlop, 60 cm, Ø30 cm
- Kunsági Vénusz, 1989. Karcag, Mezőgazdasági Szakközépiskola. Bronz, 120×130×150 cm
- Papi Lajos-síremlék, 1989. Kisújszállás, Köztemető. Süttői mészkő, 150×100×100 cm
- A II. világháború áldozatainak emlékműve, 1990. Dombrád, Szabadság tér. Bronz, 90 cm; mészkő, 210×150×30 cm, 100×60×30 cm
- Németh Gyula egész alakos szobra, 1990. Karcag, Kossuth tér. Bronz, 180 cm; kun kapu. Bronz, 200×130×30 cm
- Túri-portré I-IV., 1990. Mezőtúr, Tessedik Sámuel Főiskola parkja. Bronz, 44 cm, 39 cm, 41 cm, 45 cm; mészkő
- Arany János-portrédombormű, 1990. Nyíregyháza, Arany János Gimnázium. Bronz, 70×55 cm, mészkőlap, 125×115 cm
- Harangok I-II., 1991. Budapest, XV. Rákospalotai Javítóintézet. Bronz, Ø37 és Ø34 cm
- A II. világháború áldozatainak emlékműve, 1991. Mezőtúr, Bronz, 165 cm; mészkő, bronz, 235 cm, Ø360 cm (Társszerzők: Balogh Géza, Borbás Tibor, E. Lakatos Aranka szobrászművészek).
- gr. Széchenyi István-portré, 1991. Szolnok, Széchenyi Gimnázium. Bronz, 5/4 életnagyság; mészkő, 150 cm
- XXIII. János pápa szobra, 1992. Dunavarsány, Római katolikus templomkert. Bronz, 5/4-es életnagyság
- A II. világháború áldozatainak emlékműve, 1992. Erk, Fő tér. Bronz turul, 120 cm, süttői mészkő, 350 cm
- A II.világháború áldozatainak emlékműve, 1992. Jászberény, Szentkúti tér. Bronz, kő, 16 db különböző magasságú süttői mészkőoszlop; 1 db bronz oszlop, bronz madár, 110×156 cm
- A II. világháború áldozatainak emlékműve, 1992. Karcag, Kossuth tér. 6 oszlopos, megtört mészkő kolonnád, 510 cm magas, 800 cm széles, az oszlopok átmérője 40 cm; a kolonnád előtt gránitlapokkal burkolt hatszögletű, bronz oszlopokkal keretezett 210 cm magas posztamens, Ø160 cm, bronz Pieta, 200×150×170 cm
- Szentannay Sámuel-mellszobor, 1992. Karcag, Mezőgazdasági Szakközépiskola. Bronz, 5/4-es életnagyság
- A II. világháború áldozatainak emlékműve, 1992. Kisújszállás, Szabadság tér. 3 életnagyságú bronz figura. Az architektúra mészkő, 560 cm. (Társszerzőként.)
- Ivókút, 1992. Tószeg, Rákóczi Ferenc út. Bronz plasztika 60 cm; a kúttest süttői mészkő, 150 cm magas, Ø85 cm
- A II. világháború áldozatainak emlékműve, 1992. Tószeg, Kálvária domb. A temető bejárati kapuján. Bronz, 100×180×40 cm; 5 db stáció dombormű egyenként 55×45 cm
- Az I. és II. világháború áldozatainak emlékműve, 1993. Dunavarsány. Bronz, 220 cm; gránit, 300 cm
- Varró István emlékszobor, 1993. Karcag, Varró István u. 8. Gránit, bronz ,160×80 cm; posztamens, mészkő, 50 cm
- Dr. Mándoky Kongur István portrédomborműves emlékköve, 1993. Karcag, Györffy István Múzeum parkja. Bronz dombormű, 110×65×25 cm; mészkő, 210×90×160 cm
- Dr. Orosz Pál plébános mellszobra, 1993. Karcag, Római katolikus templom. Bronz, 5/4-es életnagyság, terméskő, 160 cm
- Díszkút, 1993. Nyíregyháza, Sóstó, Rákóczi u. Bronz, süttői mészkő, 180 cm
- A II. világháború áldozatainak emlékműve, 1993. Újdombrád. Gránit, 200×100×25 cm
- Arany János-dombormű II. példány, 1993. Karcag, Arany János Általános Iskola. Bronz, 70×55 cm
- Lélekharang, 1994. Komádi, Bronz 40 cm
- 1956-os emlékmű, 1994. Mezőkövesd, 48-as Hősök tere. Bronz, gránit, bazalt, 450 cm. Kőfaragó: Kiss Sándor
- Az I. és II. világháború áldozatainak emlékműve, 1994. Mezőkövesd, Jézus Szíve Templom előtt. Bronz, 250 cm, két angyal; gránit, süttői mészkő, 400 cm. (Kőfaragó: Kiss Sándor).
- Magyar Golgota - a II. világháború áldozatainak emlékműve, 1994. Szolnok, Hősök Tere. Bronz figura 350×250×100 cm, bronz domborművek, kövek, a domb bazalt kockából épített, 350 cm, Ø2000 cm
- Bartók Béla-dombormű, 1995. New York, 339 W57th Street, Bartók Béla egykori lakóháza. Bronz, 50×48×14 cm
- Mesekút Madarász Imre emlékére, 1995. Karcag, Kuthen u. 16. Bronz, kő 140 cm
- Kun emlékhely, 1995. Karcag, Kis-Hegyesbori halom (Magyarkai kunhalom). Műkő; 2 főalak: férfi és nő, egyenként 400 cm, 7 mellékalak, egyenként 280 cm. (Címer és felirat kőfaragás: Talamasz Lajos munkája.)
- Kováts Mihály Emlékkapu, 1995. Karcag. Épített, 200×230 cm
- A II. világháború áldozatainak emlékműve, 1996. Debrecen, Nagyerdő Medgyessy sétány. Bronz, 150×174 cm; mészkő, 300 cm (E. Lakatos Aranka szobrászművész társszerzőjeként.)
- József nádor-emlékoszlop (Korona), 1996. Karcag, Kossuth tér. Bronz, gránit, mészkő 300 cm
- Kása József-dombormű, 1996. Karcag, Bajcsy Zs. u. 2. Bronz, 75×55 cm
- Országzászló emlékmű, 1996. Karcag, Kálvin u.-Kossuth tér. Bronz turul, 220 cm szárnyfesztáv; Zsaluzott beton, mészkő oszlop, 350 cm
- Országzászló emlékmű, 1996. Kunmadaras, Kossuth tér. Bronz, süttői mészkő; 420 cm magas, Ø200 cm
- A korona őrzésének emlékműve, 1996. Mezőkövesd, Római Katolikus Plébánia. Bronz, 85×70 cm
- A honfoglalás 1100. évfordulója emlékmű, 1996. Rákócziújfalu, Felszabadulás u. 31. Bronz turul; festett beton, 400 cm
- Szabolcs vezér szobor, 1996. Szabolcs, Földvár. Bronz, életnagyság, 200 cm. A pajzs bronz, Ø80 cm; andezit, 80×200×150 cm
- Bercsényi Miklós-dombormű, 1996. Törökszentmiklós, Almásy u. 1. Bronz 90×70 cm, mészkőlap, 110×90 cm
- Veress Zoltán-portrédombormű, 1997. Berekfürdő, Néphadsereg u. 1. Bronz, 60×55 cm; mészkőlap, 85×65 cm
- Szent Rókus szobra, 1997. Budapest, VIII. Rókus Kórház. Bronz, 70×40×35 cm; vörösmárvány, Ø35 cm, 130 cm magas
- Kossuth Lajos-szobor, 1997. Dombrád, Kossuth Lajos u. Bronz, 205 cm; a talapzat 165 cm magas, süttői mészkőoszlop, 310 cm
- Dr. Vezekényi Ernő-szobor, 1997. Karcag, DATE Kutatóintézet arborétuma. Bronz, 175 cm; mészkő, 30 cm
- Csokonai-díszkút, 1997. Karcag, Dózsa Gy. u. - Kossuth L. u. Izsó Miklós Csokonai szobrával. Bronz, 80 cm; A kút mészkő, 144 cm, Ø88 cm
- II. világháborús magyar huszár hősi emlékmű, 1997. Nyíregyháza, Országzászló tér. Bronz, 280×300×100 cm, süttői mészkő, bazalt talapzat, 250 cm. Két bronz domborművel kiegészítve, egyenként 100×120 cm
- Ádám Jenő-domborműves tábla, 1997. Szolnok, Ádám Jenő Zeneiskola. Bronz, 85×60 cm
- Bethlen Gábor-dombormű, 1997. Törökszentmiklós, Bethlen Gábor u. 1. Bronz, 90×60 cm; Tardosi vörös márványlap, 110×80 cm
- Ibrányi László kuruc ezredes kapitány szobra, 1998. Ibrány, Egészségház tér. Bronz, 200 cm; mészkő, 200 cm
- 1948-as emlékmű (Turul), 1998. Dunavarsány. Bronz, 130 cm; mészkő, vörösmárvány, 180 cm
- IPA-emlékmű, Arthur Troop egész alakos szobra, 1998. Jászszentandrás. Bronz, 200 cm; IPA-címerrel bronz, Ø48 cm; bronz tábla 32×70 cm. Diabáz szikla, 450×450×350 cm. (Társszerző: Király Róbert szobrászművész)
- [Bujk Béla-relief, 1998. Karcag, Gimnázium. Bronz, Ø30 cm, gránitlap, 40×60 cm
- Mágikus találkozás, 1998. Karcag, Fehér Holló Hotel. Bronz, 250 cm
- Deák Ferenc-kút, 1998. Tiszafüred, Deák Ferenc tér. Bronz, 100 cm; gránit burkolatú medence, Ø350 cm, gránit burkolatú oszlop, 200 cm
- Mindszenty József-mellszobor és emlékhely, 1998. Törökszentmiklós, Hunyadi tér. Bronz, 85×90×60 cm; bronz pásztorbot, 250 cm, bazalt, tégla, gránit architektúra, 480×715×300 cm (Építész: Markot Imre építész).
- A II. világháború áldozatainak emlékműve (turul), 1999. Abádszalók, Deák F. u. 12. Bronz, süttői mészkő, bazalt; 150 cm, 250 cm, 400 cm
- Városcímer, 1999. Debrecen. Mázas kerámia, 130 cm
- Móra Ferenc, 1999. Dombrád. Bronz, 70×80×45 cm, kő, 50×35×130 cm
- Aradi vértanúk emlékhelye, 1999. Karcag, Forrás és Madarasi út. Bronz, diabáz kő, 100 cm
- 1848-as emlékkapu, 1999. Kisújszállás, Illéssy u. 52. Bronz, mészkő, gránit, 220×150×20 cm
- I. világháborús emlékmű restaurálás és kiegészítés, 1999. Kunmadaras, Kossuth tér
- Bárdos Lajos portrédomborműves tábla, 1999. Mezőtúr, Bajcsy Zs. u. 35. Bronz, 70×50 cm
- Dr. Laki Kálmán-mellszobor, 2000. Abádszalók, Deák F. u. 12. Bronz, 90 cm; gránit, andezit, 140 cm
- Jubileumi dombormű. Orando et Laborando, 2000. Debrecen, Református Kollégium Kálvin tér 16. Bronz, 106×186 cm; vörös márvány keret, 122×202 cm
- Turul emlékoszlop, 2000. Ibrány. Bronz 130 cm, kő 450 cm
- Őzbak, 2000. Karcag, Villamos u.79. Vadászház. Bronz, 130 cm; kő, 60×180×80 cm
- Emlékharang, 2000. Karcag. Bronz, kő, 350 cm
- Október 6. Emlékkő, 2000. Karcag, Diabáz
- Szent László-lovasszobor, 2000. Kisvárda, Szent László u. Bronz, 5/4-es életnagyság, 300 cm; Andezit szikla, 450 cm
- Turul (rekonstrukció), 2000. Kunmadaras, Községháza. Poliészter
- Szent István szobor, 2000. Szajol, Rózsák tere. Bronz, 200 cm; süttői mészkő, 220 cm
- Dr. Bujk Gábor portrédombormű, 2001. Kalocsa. Bronz, 5/4-es életnagyság; gránitlap, 120×75 cm
- Nagykun Millenniumi Emlékmű. IV. Béla és Kuthen találkozása lovas szobor, 2001. Karcag, Madarasi út. Bronz, IV. Béla 280×300×110 cm, Kuthen; 300×300×120 cm, oroszlán 120×50×70 cm; a posztamens gránit oszlop, andezit szikla, földhalom.
- Illéssy Sándor-mellszobor, 2001. Kisújszállás, Illéssy Sándor Szakközépiskola. Bronz, 78×65×35 cm; süttői mészkő, 150 cm, Ø38 cm
- Viktória-kút (Angyalos kút), 2001. Karcag, részben rekonstrukció. Bronz, kő, kovácsoltvas, 360 cm
- Millenniumi díszkút, 2001. Nyíregyháza, Sóstógyógyfürdő, Blaha Lujza sétány 41. Bronz, 250 cm; tarcali kő, 130 cm, Ø200 cm
- Kun László-mellszobor, 2001. Ópusztaszer, A Megyék Történelmi Szoborparkja. Bronz, 150×67×50 cm. Süttői mészkő, 170 cm, Ø40 cm
- 1848–49-es forradalom és szabadságharc emlékmű, 2002. Gyöngyös, Könyves Kálmán tér
- Kossuth-szobor, bronz, 200 cm, gránit, 160 cm. Diadalív süttői mészkő, 6 db oszlop, egyenként 350 cm. Az emlékmű előtt csobogó. Bronz, mészkő, 100 cm, Ø60 cm
- Városcímer (Oroszlán), 2002. Karcag, Városháza. Öntött kő, 60 cm
- Kaán Károly-mellszobor, 2002. Mezőtúr, Tessedik Sámuel Főiskola. Bronz, 70×70×40 cm, süttői mészkő 150 cm, Ø35 cm
- Ember Mária-mellszobor, 2003. Abádszalók, István király u.15. Ember Mária Könyvtár. Bronz, 120×65×55 cm; süttői mészkő, 150 cm, 130 cm
- II. Rákóczi Ferenc egész alakos szobra, 2003. Gyöngyös, Könyves Kálmán tér. Bronz, 220 cm, süttői mészkő, 350 cm
- Illéssy János mellszobor, 2003. Kisújszállás, Kálvin park. Bronz, 82×74×43 cm; süttői mészkő, 155 cm Ø34 cm
- II. Rákóczi Ferenc-domborműves emléktábla, 2003. Kisvárda, Várfal. Bronz, 68×60×8 cm; gránitlap, 80×60 cm, mészkő keret, 120×110 cm
- Szent László-mellszobor, 2003. Kisvárda, Flórián tér 3. Bronz, 80×66×34 cm; mészkő oszlopok, 150 cm, 90 cm és 60 cm.
- Kossuth Lajos-mellszobor, 2003. Mezőtúr, Kossuth u. 82-84. Kossuth Lajos Általános Iskola. Bronz, 60×45×30 cm; mészkő, 145×45×30 cm
- Szent István-emlékmű, 2003. Szolnok, Szent István tér. Bronz, 280×122×78 cm, andezit gránit, Ø300 cm
- Bajcsy-Zsilinszky Endre-portrészobor, 2003. Tarpa. Bronz, 280 cm; kő, andezit
- Dr. Balogh János portré-dombormű, 2003. Túrkeve, Ecsegfalvi határ, Balogh János-emlékhely. Bronz, 55×50 cm, andezit szikla, 200×120×210 cm
- Dr. Balogh János portré-dombormű, 2003. Túrkeve, Balogh János utca. Bronz, 55×50 cm, süttői mészkő, 230 cm
- Kállay Béni-síremlék, 2004. Bercel, Köztemető. Bronz portré 40×60 cm, gránit 120×100 cm
- Mándoky Kongur-relief, 2004. Budapest, XI. Bartók Béla út. Bronz dombormű, 110×65×25 cm; Gránit lap 210×90×160 cm
- Papi Lajos-portrészobor, 2004. Kisújszállás, Nyár u. 8. Bronz, 93×67×47 cm; mészkő, Ø34 cm
- Balassi Bálint-domborműves emléktábla, 2004. Kisvárda, Várfal. Bronz, 78×55 cm; gránitlap, 83×63 cm, mészkő keret, 130×110 cm
- Tüköry Lajos-mellszobor, 2004. Körösladány, Szoborsétány. Bronz, 78×52×35 cm; mészkő 150 cm
- ’56 dombormű, 2004. Tószeg, Községháza. Kő, 150×90 cm
- Czóbel Minka-síremlék (Lélekharang), 2005. Anarcs, Czóbel kúria parkja. Bronz harang, Ø28 cm, harangláb gránit, 340×160×30 cm
- Petőfi emlékmű, 2005. Helvécia, Petőfi Sándor Művelődési Ház. Bronz, 110×45×40 cm; mészkő cca. 150×80×70 cm
- Jász emlékmű, 2005. Jászberény, Lehel vezér tér. Bronz, 260 cm, 18 db 30 cm átmérőjű címer. Andezit szikla cca. 120×160×400 cm
- Pap Béla-relief, 2005. Karcag, Református Általános Iskola. Bronz, 70×60 cm, mészkő, 110×60 cm
- Forrás csobogó és díszkút, 2005. Kisvárda, Flórián tér 3. Szent László Szakközépiskola, Kollégium. Bronz, 60 cm; mészkő, 180 cm, Ø92 cm; a teljes magasság 240 cm.
- Hajnali ébredés a forrásnál – díszkút, 2005. Mezőtúr, Kossuth u. 3. Bronz, 160 cm; süttői mészkő, 50 cm, Ø165 cm
- Őseink (Kun pár, férfi és nő) szoborcsoport, 2006. Ópusztaszer, Nemzeti Történeti Emlékpark. Műkő, egyenként: 300×80×55 cm
- Erkel Ferenc-domborműves emléktábla, 2006. Karcag, Szabó József u. 1. Erkel Ferenc Alapfokú Művészetoktatási Intézmény homlokzata. Bronz, 70×60 cm, posztamens: mészkőtábla, 100×75 cm
- 1956-os forradalom és szabadságharc emlékmű, 2006. Kunhegyes, Református Egyház templomkertje. Bronz, andezit, befoglaló méret: 270×125×40 cm
- Kálvin János portrédombormű, 2006. Karcag, Kálvin tér 2. Református Általános Iskola főbejárata. Bronz, 75×55 cm, a tábla süttői mészkő, 120×45×5 cm
- 1956-os forradalom és szabadságharc emlékműve, 2006. Mezőtúr, Kossuth tér. Bronz, gránit, 350 cm
- ’56 Életfa, 1956-os forradalom és szabadságharc emlékműve, 2006. Törökszentmiklós, Kossuth L. u. Mentőállomás előtti tér. Andezit, gránit, mészkő, bronz, 300 cm
- 1956-os forradalom és szabadságharc emlékműve, 2006. Kisvárda, Zrinyi tér. Bronz, 200×150×90 cm, posztamens: gránit, 280×100×80 cm
- 1956-os forradalom és szabadságharc emlékműve, 2006. Kunhegyes,
- Zászlókő - 1956-os forradalom és szabadságharc emlékműve, 2006. Nyíregyháza, Hősök tere. Színes gránit kőlapok, két elem befoglaló mérete egyenként: 330×125×60 cm, posztamens gránit, 8×240×240 cm talapzat (9 db, egyenként 80×80 cm).
- ’56 emléktábla, 1956-os forradalom és szabadságharc emlékműve, 2006. Nagyrábé. Bronz, gránitlap 125×100 cm
- II. Rákóczi Ferenc fejedelem egész alakos szobra, 2006. Kassa, Rodostó ház udvara. Bronz, 5/4-es életnagyság, 240 cm magas. A szoboralak előtt kőasztalra terített bronz zászló, könyvek, iratok cca. 80 cm, posztamens: zöld gránit faragott szikla, 70×80×180 cm
- Avianói Márk, 2006. Budapest, Fő utca 32. Kapucinus Rendház. Bronz, bazalt, 320 cm
- Petőfi Sándor portrészobor, 2006. Versec, (Szerbia), Művelődési Ház. Bronz, 50 cm, mészkő, 120×25×25 cm
- Kun bálványszobor, 2006. Pacsér. Műkő, 200 cm
- Kossuth Lajos mellszobor, 2007. Kisújszállás, Kálvin park. Bronz, 80×65×38 cm; süttői mészkő, Ø38 cm, 150 cm
- Dr. Went István portrészobor, 2007. Debrecen, DOTE. Bronz, 85×80×40 cm; andezit szikla, cca. 160 cm
- II. Rákóczi Ferenc emlékmű körül elhelyezett portré szobrok, 2007. Gyöngyös, Könyves Kálmán tér.

1. gróf Almásy János szobra. Bronz, 75 cm
2. gróf Bercsényi Miklós szobra. Bronz, 75 cm
3. Vak Bottyán János szobra. Bronz, 80 cm
- Turul, 2007. Helvécia. Bronz, 200 cm; mészkő
- Torok Sándor síremlék, gránit, 2008. Debrecen, debreceni Köztemető
- Prof. dr. Tormay Béla portrészobor, 2008. Debrecen, DE AMTC. Bronz, 85×85×40 cm; andezitszikla, cca. 150 cm
- dr. Kesztyűs Loránd portrészobor, 2008. Debrecen, DOTE. Bronz, 85×80×40 cm; andezitszikla, cca. 160 cm
- Wass Albert egész alakos szobra, 2008. Debrecen, Nagyerdő, Medgyessy sétány
- Árkosi Benkő Gyula portrédombormű, 2008. Mezőtúr, Református Gimnázium. Bronz, gránittábla
- Árkosi Benkő Gyula portrédombormű, 2008. Árkos, Városháza. Bronz, gránittábla
- Dr. Molnár István portrészobor, 2008. Székelykeresztúr. Bronz, 80×80×45 cm; andezit szikla, cca. 160 cm
- Dr. Kettesy Aladár szobra, 2009. Debrecen
- Kálvin János mellszobor, 2009. Kunhegyes
- Ladányi Mihály mellszobor, 2009. Dévaványa
- II. világháborús emlékmű, 2009. Tiszagyenda
- Jászkun huszárok emlékműve, 2009. Budapest
- Wass Albert mellszobor, 2010. Törökszentmiklós

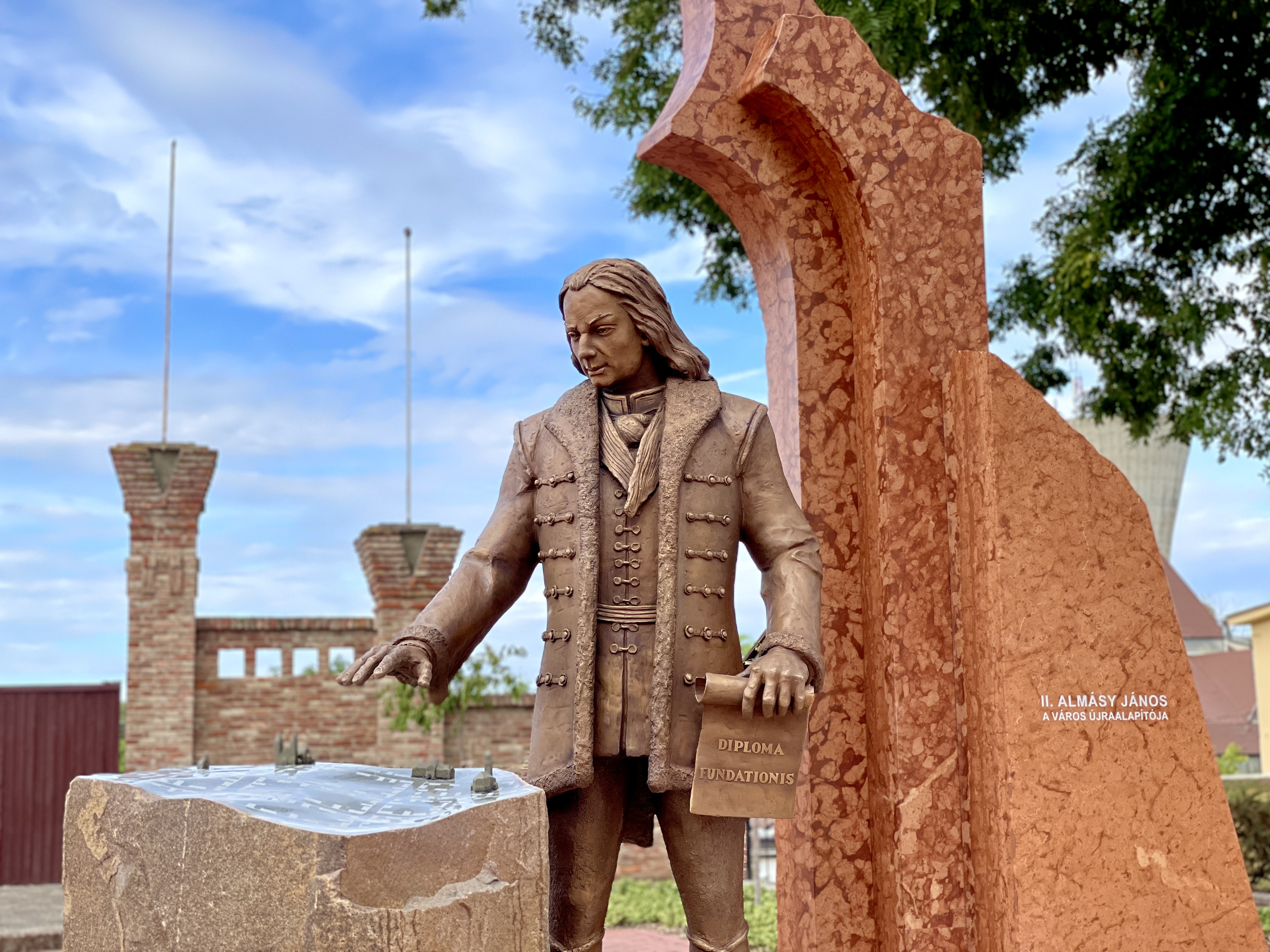
II. Almásy János egészalakos szobra, 2023. Törökszentmiklós

- II. Almásy János egészalakos szobra, 2023. TörökszentmiklósTrianon emlékmű, 2010. Szigetszentmiklós (építész: Györfi Balázs)
- Kossuth Lajos mellszobor, 2010. Abádszalók
- Szent Angéla emlékmű, 2010. Kisvárda
- Trianon emlékmű, 2010. Dévaványa
- Trianon emlékmű, 2010. Helvécia
- Ismeretlen borivó, 2011. Tokaj
- II. János Pál pápa látogatásának emlékműve, 2011. Máriapócs
- Kunbaba (kunhalom), 2011. Mezőtúr
- Prof. Dr. Kovács Ferenc mellszobor, 2011. Debrecen
- 1956-os forradalom és szabadságharc emlékműve, 2012. Dunavarsány
- Mikes Kelemen emlékmű, 2012. Rodostó
- Árpád vezér emlékmű, 2012. Tatabánya
- Botyánszky János esperes emlékműve, 2012. Mezőtúr
- Barankovics István egészalakos szobra, 2013. Polgár
- Székely sirató (világháborús emlékmű), 2013. Székelykeresztúr, Románia
- Prof. Mándy György szobra, 2013. Debrecen
- IV. Béla mellszobor, 2013. Jászfényszaru
- Kenázy Gyula mellszobor, 2013. Debrecen
- Forrás-kút, 2013. Törökszentmiklós
- Kitelepítettek emlékműve, Gútai emlékmű, 2014. Medgyesegyháza
- Sánta Péter emléktábla, 2014. Karcag
- Eötvös József dombormű, 2014. Gárdony-Agárdpuszta
- Guyon Richárd tábornok mellszobor, 2014. Isztambul, Törökország
- Üdvözlő szobor, 2014. Szigetszentmiklós
- Bárándy György domborműves tábla, 2015. Törökszentmiklós
- Hermann Ottó mellszobor 2015. Budapest
- Redeptio emlékmű (kunbaba), 2016. Kunszentmiklós
- 1956-os forradalom és szabadságharc emlékműve, 2016. Tomajmonostora
- Redemptiós emlékharang, 2016. Karcag
- Szürkemarha gulya dombormű, 2016. Budapest
- Magyar huszár lovával (Lengyel ulánus lovával) szoborcsoport, 2016. Przemysl, Lengyelország
- Kunhalom (kunbaba), 2017. Kunszentmiklós
- Magyar Mártírok emlékműve, 2017. Nagyenyed, Románia
- Gaál Kálmán mellszobor, 2017. Kisújszállás
- Arany János domborműves tábla, 2017. Tokaj
- Simai János domborműves tábla, 2017. Kunhegyes
- Kaán Károly mellszobor, 2017. Budapest
- Darányi Ignác ülő szobra, 2017. Budapest
- Reformáció emlékműve, 2017. Debrecen
- Kunszobor, 2018, Kunmadaras
- Nagy Bálint mellszobor, 2018. Budapest
- Szende Lajos mellszobor, 2018. Tatabánya
- Kun őseink emlékmű (kunbaba), 2019. Szank
- Semmelweis emlékmű, 2019. Budapest
- Alsórészi Iskola emlékmű, 2019. Mesterszállás
- Varga Imre domborműves emlékkő, 2020. Kunhegyes
- Dr. Rák Kálmán domborműves tábla, 2020. Debrecen
- Abádi-rév emlékmű, 2020. Abádszalók
- Darvak szoborcsoport, 2022. Hortobágy (Alkotótárs: Györfi Balázs)
- II. Almásy János egészalakos szobra, 2023. Törökszentmiklós
- I. Apafi Mihály domborműves tábla, 2023. Abrudbánya, Románia
- Fabriczy Kováts Mihály domborműves tábla, 2024. Washington, USA

### Kisplasztikái, érmei
- Arany János (plakett)
- A játszma vége (kisplasztika)